# Josep Sala
Josep Sala Tarragó (Barcelone, 1896 - Idem, 1962) est  photographe publicitaire espagnol.

## Biographie
Pendant la Guerre d'Espagne, Josep Sala travaille au service de la propagande républicaine, s'occupant des éditions du Commissariat à la propagande de la Generalitat avec Pere Català Pic.
Sala fait partie des mouvements de la Nouvelle Objectivité et de Neues Sehen.
Une grande partie de son travail photographique a été perdue et dans de nombreux cas, il ne reste que des références à son travail dans les magazines auxquels il a collaboré. Certaines de ses œuvres ont été achetées pour le Musée national d'art de Catalogne.

## Source
- (es) Cet article est partiellement ou en totalité issu de l’article de Wikipédia en espagnol intitulé « Josep Sala » (voir la liste des auteurs).